# Storulvsjön
Storulvsjön är en sjö i Ånge kommun i Medelpad och ingår i Harmångersåns huvudavrinningsområde. Sjön har en area på 0,81 kvadratkilometer och ligger 408 meter över havet. Sjön avvattnas av vattendraget Skansån (Lillån).

## Delavrinningsområde
Storulvsjön ingår i det delavrinningsområde (690731-152431) som SMHI kallar för Utloppet av Storulvsjön. Medelhöjden är 438 meter över havet och ytan är 6 kvadratkilometer. Räknas de 4 avrinningsområdena uppströms in blir den ackumulerade arean 13,72 kvadratkilometer. Skansån (Lillån) som avvattnar avrinningsområdet har biflödesordning 2, vilket innebär att vattnet flödar genom totalt 2 vattendrag innan det når havet efter 102 kilometer. Avrinningsområdet består mestadels av skog (75 procent). Avrinningsområdet har 0,81 kvadratkilometer vattenytor vilket ger det en sjöprocent på 13,5 procent.